# James Mastro
James Mastro (* 1960) je americký kytarista. V roce 1979 hrál na albu Alchemy kytaristy a zpěváka Richarda Lloyda. Roku 1980 založil společně s Richardem Baronem, Robem Norrisem a Frankem Gianninim kapelu The Bongos. Ze skupiny odešel o pět let později. Roku 1983, tedy ještě v době existence kapely, vydal s Baronem kolaborativní album Nuts and Bolts. Později působil ve skupině Health & Happiness Show. V roce 2003 absolvoval turné s velšským hudebníkem a skladatelem Johnem Calem. Řadu let rovněž spolupracoval s Ianem Hunterem. Během své kariéry spolupracoval s mnoha dalšími hudebníky, mezi něž patří například Megan Reilly, Sally Spring, Jill Sobule a Rachael Sage. Rovněž byl vlastníkem baru Guitar Bar v newjersejském Hobokenu. V roce 2024 vydal své debutové sólové album Dawn of a New Error, které produkoval Tony Shanahan a hostoval na něm mj. Ian Hunter.